# 老豆唔怕多
《老豆唔怕多》台譯：唬人專家，是1991年上映的一部香港電影，由高志森執導，洪金寳、黃百鳴及廖偉雄主演。

## 故事概要
黃小彬（溫兆宇飾）是一個天生異常頑皮搗蛋的小朋友，一向都不受歡迎，連他的父親（廖偉雄飾）也十分討厭其，但媽媽（毛舜筠飾）毛毛卻非常疼愛小彬。
一次，小彬在黑道人物譚冠中（黃貫中飾）及（黃光亮飾）的審問小偷時意外偷走了黑幫的花名冊，黑幫為找到花名冊，把小彬綁架了，但父親卻覺得小彬只是貪玩，自己小彬而已。
毛毛只好找到去世的姐姐的兩名前男友牛胖子（洪金寳飾）及記者黃（黃百鳴飾）幫手尋子，並騙他們小彬其實是他們生出來的兒子，求他們尋找兒子，但是，沒想到事件成真了...

## 演員表
| 演員   | 角色   | 粵語配音 | 介紹                                                                               |
| 洪金寳 | 牛胖子 | 林保全   | 黃小彬之生父 和記者黃不和，后和好                                                  |
| 黃百鳴 | 記者黃 | 黃百鳴   | 黃小彬之假父親，后被其認為父親 和牛胖子不和，后和好                                |
| 毛舜筠 | 毛毛   | 毛舜筠   | 黃小彬之生母 騙牛胖子及記者黃黃小彬為他們父親                                      |
| 廖偉雄 | 黃父   | 陳欣     | 黃小彬之養父 毛毛之夫                                                              |
| 溫兆宇 | 黃小彬 | 曾慶珏   | 牛胖子之子 記者黃之假兒子，后認其為父親 毛毛之子                                   |
| 黃貫中 | 譚冠中 | 黃貫中   | 黑道人物 豪哥之手下 在一次審問小偷時認識黃小彬，后譚冠中因受黃小彬所影響而退出黑道 |
| 黃光亮 | 小混混 | 黃光亮   | 黑道人物 豪哥之手下 在一次審問小偷時認識黃小彬，后譚冠中因受黃小彬所影響而退出黑道 |
| 黃一山 |        | 黃一山   | 管家 黃小彬之管家，並討厭其                                                        |
| 葉榮祖 | 老板   | 葉榮祖   | 娛樂中心老板 被黃父及毛毛問黃小彬有沒有來到娛樂中心                                |
| 田俊   | 豪哥   | 賈鳳悟   | 黑幫老大 譚冠中及另一個小混混之大佬                                                |
| 苑瓊丹 | 阿美   |          |                                                                                    |

## 外部連結
- 香港影庫上《老豆唔怕多》的資料（繁體中文）
- 互联网电影数据库（IMDb）上《老豆唔怕多》的资料（英文）